# En riktig jul (album)
En riktig jul från 1997 är ett julalbum av The Real Group. Albumet återutgavs 2003 med två bonusspår.

## Låtlista
1. Stilla natt (Franz Gruber/Torsten Fogelqvist/Oscar Mannström) – 3:53
2. Bereden väg för Herran (trad/Franz Michael Franzén) – 2:44
3. Det är en ros utsprungen (trad/Thekla Knös) – 3:26
4. Sång till Karl-Bertil Jonsson, 14 år (Gunnar Svensson/Tage Danielsson) – 4:14
5. Gläns över sjö och strand (Alice Tegnér/Viktor Rydberg) – 5:43
6. Sankta Lucia (Teodoro Cottrau/Sigrid Elmblad) – 3:50
7. När det lider mot jul (Det strålar en stjärna) (Ruben Liljefors/Jeanna Oterdahl) – 2:48
8. En riktig jul (Anders Edenroth) – 3:52
9. Vem skulle vilja ha en jul utan jul (Anders Edenroth/Katarina Nordström) – 4:00
10. Julbocken (En jul när mor var liten) (Alice Tegnér) – 2:27
11. Fridfull och stilla? (Anders Edenroth) – 3:29
12. Tomtarnas julnatt (Midnatt råder) (Vilhelm Sefve-Svensson/Alfred Smedberg) – 3:11
13. Sprakande julmedley – 2:07

Bonusspår på utgåvan från 2003
1. Grisvisan (Anders Edenroth/Tomas Bergquist) – 4:14
2. Stilla natt [videospår] – 3:53

## Medverkande
- Margareta Jalkéus
- Katarina Nordström
- Anders Edenroth
- Peder Karlsson
- Anders Jalkéus
- Johanna Nyström (spår 6, 9, 10)
- Jan Apelholm (spår 10)

## Listplaceringar
| Lista (1997–98) | Topplacering |
| --------------- | ------------ |
| Sverige         | 37           |